# Djamel Sedjati
Djamel Sedjati (arabisch جمال سجاتي, DMG Ǧamāl Saǧātī, * 3. Mai 1999 in Tiaret) ist ein algerischer Mittelstreckenläufer, der sich auf den 800-Meter-Lauf spezialisiert hat und aktuell Inhaber des Landesrekordes ist.

## Sportliche Laufbahn
2021 Djamel Sedjati qualifizierte sich Sedjati im 800-Meter-Lauf für die Teilnahme an den Olympischen Sommerspielen in Tokio, wurde aber aufgrund der hohen Dichte an Spitzenathleten im algerischen Team nicht berücksichtigt. Im Jahr darauf startete er über diese Distanz bei den Hallenweltmeisterschaften in Belgrad und schied dort mit 1:49,22 min in der Vorrunde aus. Anfang Juli siegte er dann bei den Mittelmeerspielen in Oran in 1:44,52 min. Nur wenige Woche später trat Sedjati bei den Leichtathletik-Weltmeisterschaften in Eugene an, wo er im Finale mit 1:44,14 min hinter dem Kenianer Emmanuel Korir die Silbermedaille gewann. Daraufhin wurde er beim Memorial Van Damme in 1:44,12 min Zweiter. 2023 wurde er bei der Doha Diamond League in 1:46,97 min Dritter und siegte dann in 1:44,59 min bei der Bauhaus-Galan. Zudem gewann er bei den Panarabischen Spielen in Algier in 3:02,84 min die Goldmedaille mit der algerischen 4-mal-400-Meter-Staffel. Im August wurde er bei den Weltmeisterschaften in Budapest im Finale disqualifiziert, ehe er bei der Memorial Van Damme in 1:43,60 min siegte. Zum Saisonabschluss wurde er beim Prefontaine Classic in 1:43,06 min Dritter. Im Jahr darauf siegte er in 1:43,51 min beim Ostrava Golden Spike sowie in 1:43,23 min bei der Bauhaus-Galan und in 1:41,56 min beim Meeting de Paris. Zudem siegte er beim Herculis mit neuem Landesrekord von 1:41,46 min. Im August gewann er bei den Olympischen Sommerspielen in Paris in 1:41,50 min die Bronzemedaille hinter dem Kenianer Emmanuel Wanyonyi und Marco Arop aus Kanada.

## Persönliche Bestzeiten
- 600 Meter: 1:14,36 min, 11. März 2023 in Sasolburg
- 800 Meter: 1:41,46 min, 12. Juli 2024 in Monaco (algerischer Rekord)
  - 800 Meter (Halle): 1:46,28 min, 8. Februar 2022 in Sabadell
- 1000 Meter: 2:13,97 min, 5. März 2024 in Potchefstroom